# Massartella
Massartella is een geslacht van haften (Ephemeroptera) uit de familie Leptophlebiidae.

## Soorten
Het geslacht Massartella omvat de volgende soorten:
- Massartella alegrettae
- Massartella brieni
- Massartella devani
- Massartella hirsuta
- Massartella venezuelensis